# Hylomyscus denniae
Hylomyscus denniae је врста глодара из породице мишева (лат. Muridae).

## Распрострањење
Ареал врсте Hylomyscus denniae обухвата већи број држава у Африци. Врста има станиште у Замбији, Анголи, Кенији, Танзанији, ДР Конгу, Малавију (непотврђено), Руанди, Уганди и Бурундију.

## Станиште
Станишта врсте су шуме и травна вегетација. Врста је по висини распрострањена изнад 1.000-1.500 метара надморске висине, зависно од локације.

## Угроженост
Ова врста није угрожена, и наведена је као последња брига јер има широко распрострањење.